# Sybistroma crinicauda
Sybistroma crinicauda is een vliegensoort uit de familie van de slankpootvliegen (Dolichopodidae). De wetenschappelijke naam van de soort werd voor het eerst geldig gepubliceerd in 1849 door Johan Wilhelm Zetterstedt.